# Partida amistosa

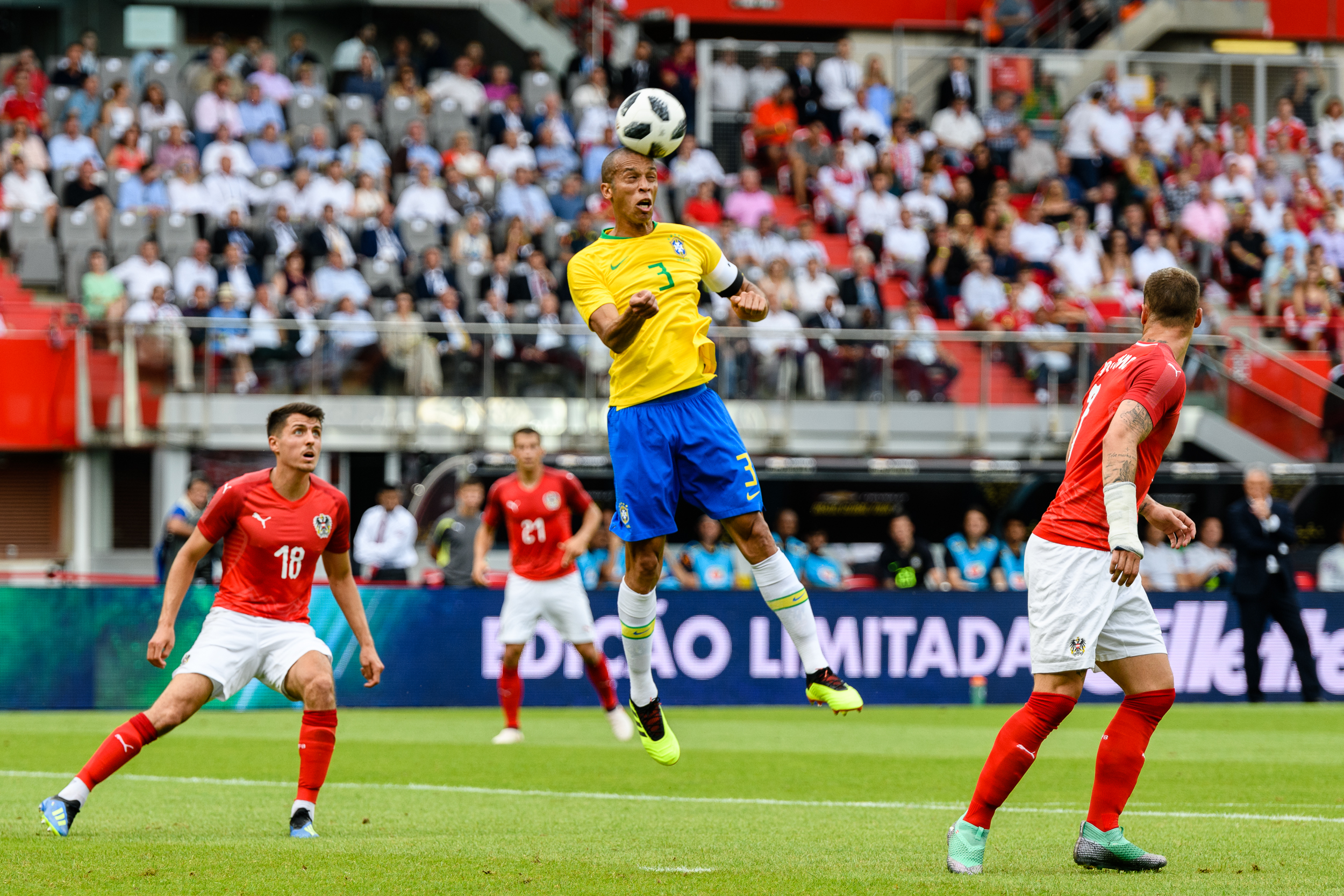
Zagueiro brasileiro, Miranda afastando um ataque Austríaco de cabeça um amistoso entre Áustria e Brasil em 2018

Uma partida amistosa, exibição ou partida amigável, é um modo de disputa de uma partida de futebol que não compõe uma continuidade de uma competição oficial, porém disputada com caráter de uma partida oficial como: uso de uniformes de jogo, arbitragem profissional, seguimento as regras do jogo e por vezes cobranças de ingressos por serem disputadas em sua maioria em estádios e não em CTs, diferenciando o encontro de um jogo-treino ou partida beneficente por exemplo.
Os amistosos entre atualmente são mais frequentes com fins festivos de celebrar alguma data importante entre os clubes ou seleções envolvidas ou até mesmo ambas as equipes.
Ainda que não fazendo parte de uma competição, os amistosos atualmente ganham espaço entre as pré-temporadas dos clubes, que chegam a disputar pequenos torneios de início de ano com o objetivo de dar entrosamento e proporcionar testes aos elencos, outra situação atual de amistoso são os confrontos entre seleções disponibilizados com datas pré-determinadas conhecidas como Data FIFA, onde as seleções podem enfrentar outras nações entre os períodos de suas competições continentais e qualificatórias para as Copas do Mundo e seu círculo.

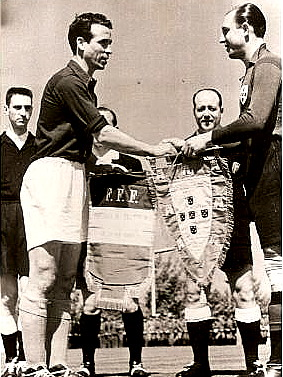
Capitães das seleções "B" de Portugal e França cumprimentam-se antes de partida disputada em 13 de maio de 1951 em Lisboa.

## Características
As partidas seguem todas as normas das regras do futebol como por exemplo a não permissão de um substituído retornar ao campo de jogo como pode ocorrer se assim optarem em um jogo-treino, outra diferença fica por conta dos amistosos serem disputados em dois tempos de 45min em uma data e local pré-determinado por uma das partes ou organizadora responsável do encontro que realiza o convite para a outra(s) equipe(s), elas costumam atuar com seus uniformes de uso padrão das partidas oficiais do decorrer da temporada.

### Principais identificações visuais de um jogo-treino
Além de seguir as regras de forma padrão, os amistosos costumam contar com transmissão de forma ao vivo, o que não ocorre nos jogos-treinos naturalmente mais privados o que por consequência acompanha a venda de ingressos e total cobertura da mídia do confronto, marcado com grande antecedência no calendário dos envolvidos.
As partidas costumam ficar registradas a parte nos histórico dos confrontos e alguns desses duelos ficam guardados na memória do público por conta de algum lance ou momento marcante ou desempenho de uma nova peça promissora em meio ao elenco.